# Constitución (metropolitana di Buenos Aires)
Constitución è uno dei due capolinea della linea C della metropolitana di Buenos Aires, inserita all'interno della grande stazione ferroviaria di Constitución, capolinea della ferrovia generale Roca e della linea suburbana Roca.
Si trova sotto calle Lima, presso l'intersezione con avenida Brasil, nel barrio di Constitución.

## Storia
La stazione è stata inaugurata il 9 novembre 1934, quando fu aperto al traffico il primo segmento della linea C compreso tra Diagonal Norte e Constitución. Fino al 24 aprile 1966 fu attiva anche una stazione omonima della linea E.

## Interscambi
Nelle vicinanze della stazione effettuano fermata diverse linee di autobus urbani ed interurbani.
- Stazione ferroviaria (Stazione di Constitución)
- Fermata autobus

## Servizi
La stazione dispone di:
- Biglietteria a sportello
- Biglietteria automatica